# 愛麗絲·普瑞兒絲
愛麗絲·普瑞兒絲（Alice Perrers，1348年—1400年），是英格蘭國王愛德華三世的王室情婦。

## 生平
普瑞兒絲1366年成為宮廷女官，1369年菲莉琶王后駕崩以後，普瑞兒絲與國王的關係浮上檯面，在當時引起許多人的指責。
普瑞兒絲除了聖眷隆厚而獲得賞賜無算，自己也頗具商業頭腦，她在25個郡中坐擁56座莊園，當中15座是國王的贈禮，其餘都是普瑞兒絲自己購置的產業。
1376年愛德華三世病重無法視事，英格蘭議會趁機頒布法條將普瑞兒絲驅逐出境，並沒收她的土地。爾後她又返回英格蘭且試圖透過訴訟收回部分產業。

## 逝世
普瑞兒絲於1400年去世。她被安葬於上敏斯特的聖勞倫斯教堂。